# Louis van Gaal
Aloysius Paulus Maria van Gaal, thường được gọi là Louis van Gaal (phát âm tiếng Hà Lan: [luˈwi vɑŋˈɣaːɫ]; sinh ngày 8 tháng 8 năm 1951) là một huấn luyện viên bóng đá Hà Lan. Ông từng là huấn luyện viên của Ajax, Barcelona, Bayern Munich, và Manchester United và đội tuyển Hà Lan.
Trước khi làm huấn luyện viên, Van Gaal từng là một cầu thủ ở vị trí tiền vệ cho Royal Antwerp, Telstar, Sparta Rotterdam, AZ và Ajax. Ông cũng là một giáo viên thể dục dụng cụ đầy đủ và đã làm việc như vậy tại các trường đại học trong giai đoạn khác nhau trong sự nghiệp của mình như là cầu thủ bóng đá bán chuyên nghiệp.

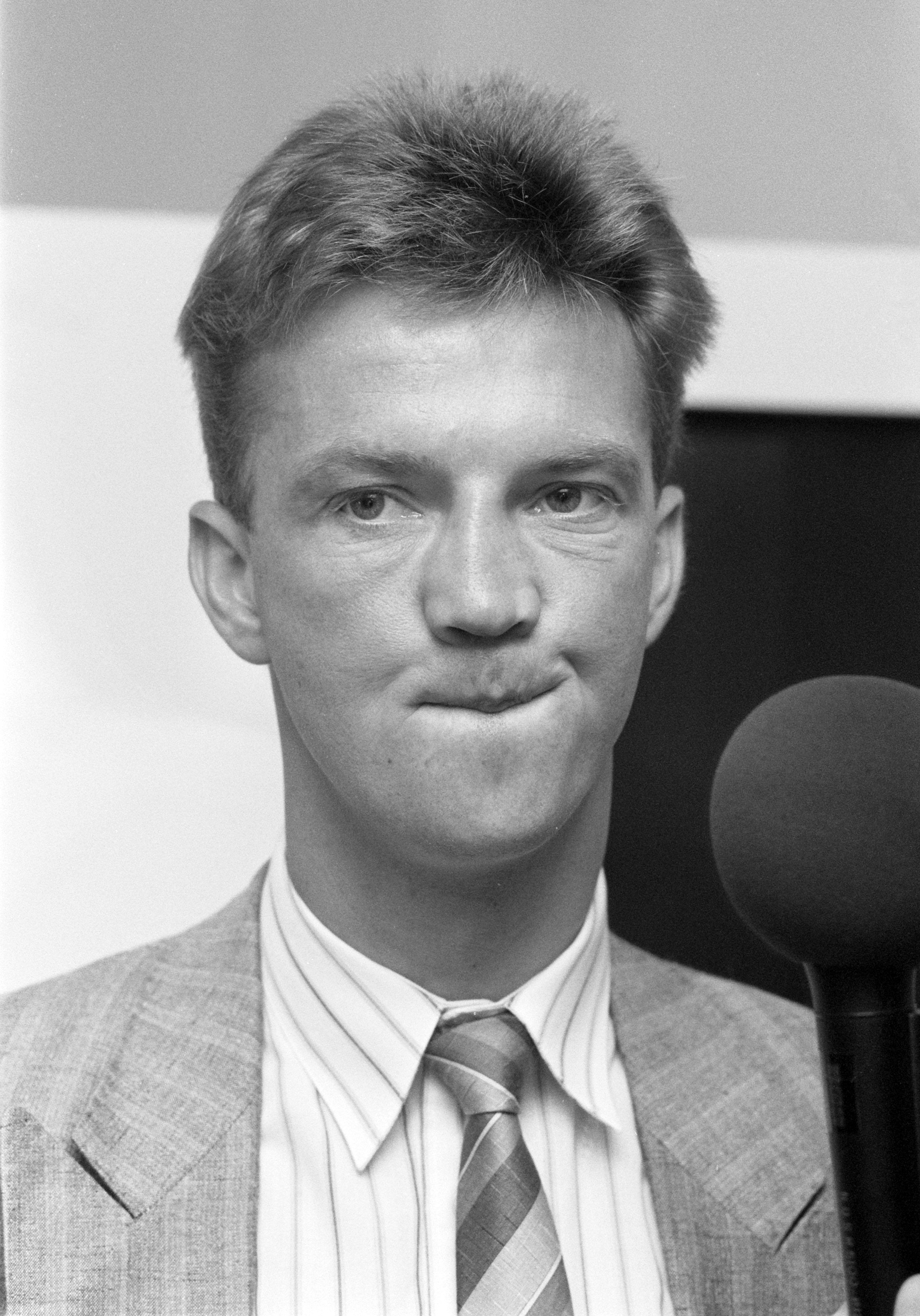
Louis van Gaal trong thời gian chơi tại Ajax Amsterdam

Van Gaal là một người ủng hộ cuồng nhiệt của bóng đá tấn công, giáo dục trong truyền thống của bóng đá tổng lực phong cách chơi của Ajax và đội tuyển quốc gia Hà Lan trong những năm 1970. Sau một thời gian ngắn làm HLV tại Ajax, Van Gaal từng là trợ lý HLV dưới quyền Leo Beenhakker tại Ajax và cuối cùng trở thành huấn luyện viên trưởng vào năm 1991. Dưới sự dẫn dắt của ông, câu lạc bộ giành được ba cúp vô địch Giải vô địch bóng đá Hà Lan, Cúp UEFA và Champions League. Van Gaal chuyển đến F.C. Barcelona vào năm 1997 và giành được hai chức vô địch Tây Ban Nha và một Cúp Nhà vua Tây Ban Nha. Sau khi một số bất đồng tại Barcelona, ông được bổ nhiệm huấn luyện viên của đội tuyển bóng đá quốc gia Hà Lan, nhưng không vượt qua vòng loại World Cup 2002. Một giai đoạn ngắn ở Barcelona sau trước khi ông trở thành HLV của Ajax. Sau khi giành Eredivisie với Ajax trong 2008–09, ông ký hợp đồng với Bayern Munich vào ngày 1 tháng 7 năm 2009. Trong mùa giải đầu tiên của mình tại Bayern, một mặt ông giúp câu lạc vô địch giải bóng đá Đức Bundesliga, Cúp bóng đá Đức, và vào đến chung kết Champions League. Vào tháng 7 năm 2012, ông được bổ nhiệm làm HLV của Hà Lan lần thứ hai, và đã được dắt đội tuyển Hà Lan tham dự World Cup 2014.
Vào ngày 19 tháng 5 năm 2014 ông đã được CLB Manchester United bổ nhiệm làm HLV trưởng sau khi người tiền nhiệm David Moyes bị sa thải. Ông bắt đầu công việc tại Manchester United vào ngày 14 tháng 7 năm 2014 sau khi ông cùng Hà Lan giành hạng ba World Cup 2014.
Từ ngày 24.12.2015, bên cạnh việc José Mourinho của Chelsea bị sa thải do quản lý kém, thì xuất hiện tin đồn từ một số tờ báo Anh đăng tải rằng van Gaal đã bị sa thải. Tuy nhiên, tin tức này chỉ do phỏng đoán. Ngay lập tức, HLV Louis van Gaal đã yêu cầu báo giới Anh xin lỗi ông vì những gì báo giới viết trong những ngày qua khiến vợ con và các bạn ông có cảm tưởng rằng ông đã bị ban lãnh đạo Manchester United sa thải. Hiện tại, cho dù ông đã giúp CLB vô địch Cúp FA mùa giải 2015–16, danh hiệu lớn đầu tiên kể từ lúc Alex Ferguson nghỉ hưu vào năm 2013, tuy nhiên chỉ thành tích đó vẫn chưa thể làm hài lòng ban lãnh đạo và người hâm mộ, đến cuối tháng 5/2016, ông buộc phải rời khỏi vị trí huấn luyện viên trưởng câu lạc bộ.

## Cuộc sống cá nhân
Louis van Gaal là con út trong 9 anh chị em của một gia đình công giáo La Mã. Cha ông, 1 nhân viên bán hàng, qua đời khi ông được 11 tuổi. Vợ đầu tiên của van Gaal, Fernanda, với hai đứa con gái đầu lòng Brenda và Renate, qua đời vì ung thư tuyến tụy vào năm 1994. Ông kết hôn với người vợ hiện tại của mình, Truus, vào năm 2008.

## Thành tích

### Cầu thủ
Ajax Amsterdam
- Vô địch Cúp C1: 1973
- Vô địch giải bóng đá Hà Lan (Eredivisie): 1973

### Huấn luyện viên
Ajax Amsterdam
- Vô địch giải vô địch bóng đá Hà Lan (Eredivisie): 1994, 1995, 1996
- Vô địch Cúp bóng đá Hà Lan (KNVB Cup): 1993
- Vô địch Siêu cúp Hà Lan (Johan Cruijff Shield): 1993, 1994, 1995
- Vô địch UEFA Champions League: 1995
- Á quân UEFA Champions League: 1996
- Bán kết UEFA Champions League: 1997
- Vô địch Cúp UEFA: 1992
- Vô địch Siêu cúp châu Âu: 1995
- Vô địch Cúp bóng đá liên lục địa: 1995

FC Barcelona
- Vô địch La Liga: 1998, 1999
- Vô địch Cúp Nhà vua Tây Ban Nha (Copa del Rey): 1998
- Vô địch Siêu cúp châu Âu: 1997
- Bán kết UEFA Champions League: 2000
- Vô địch Siêu cúp Tây Ban Nha: 1997

AZ Alkmaar
- Vô địch giải vô địch bóng đá Hà Lan (Eredivisie): 2009
- Á quân Cúp bóng đá Hà Lan (KNVB Cup): 2007

FC Bayern München
- Vô địch Bundesliga: 2010
- Vô địch Cúp quốc gia Đức (DFB-Pokal): 2010
- Vô địch Siêu cúp Đức (DFB-Supercup): 2010
- Á quân UEFA Champions League: 2010

ĐT Hà Lan
- Hạng 3 Cúp thế giới (FIFA World Cup) : 2014

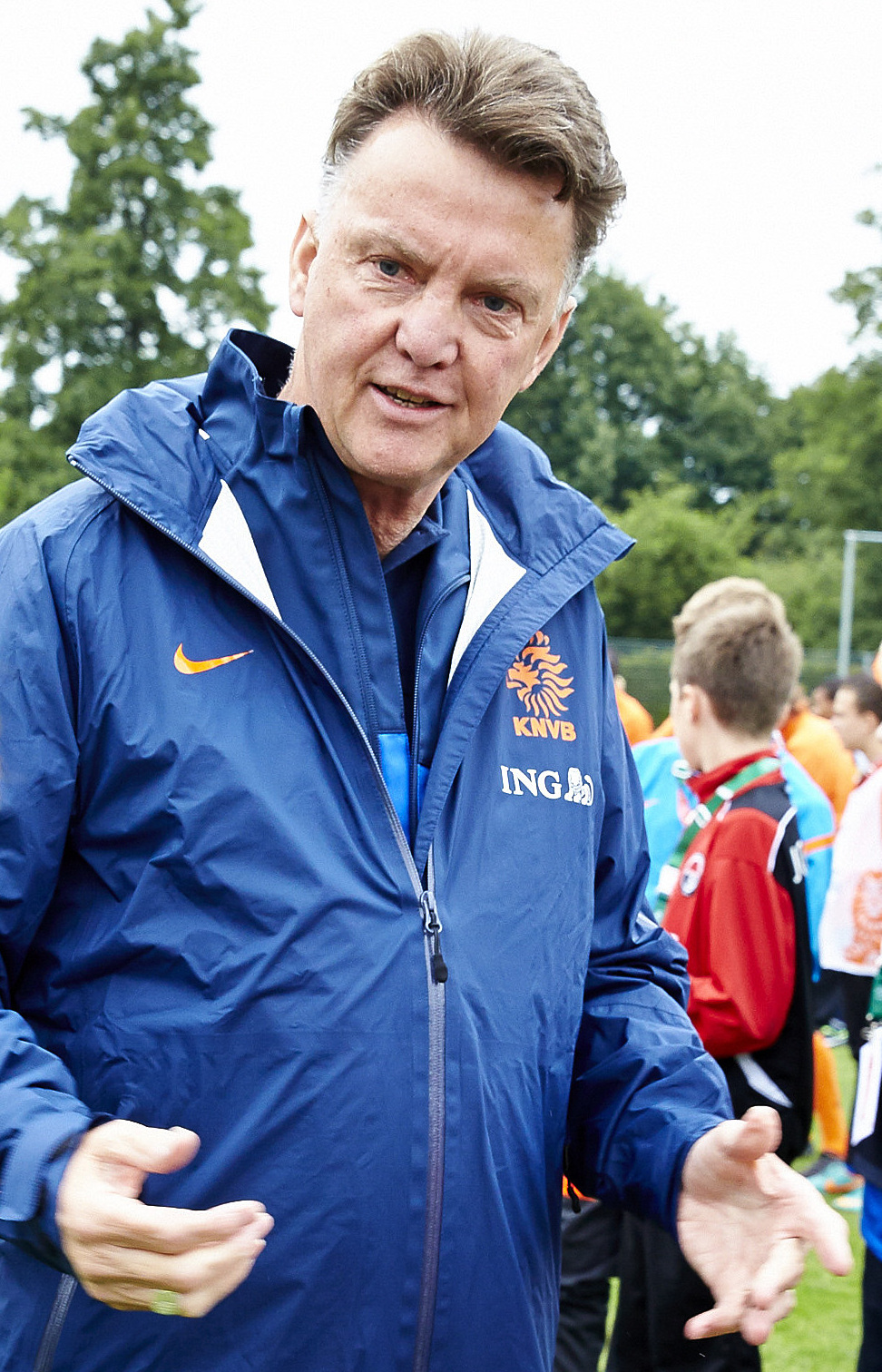
van Gaal năm 2013 tại Đội tuyển Hà lan

Manchester United F.C.
- Vô địch Cúp FA: 2016